# Didier Le Corre
Pour les articles homonymes, voir Le Corre.
Didier Le Corre est un journaliste français.
Journaliste spécialisé dans le basket-ball, il est l'ancien rédacteur en chef de l'hebdomadaire Basket News. Il a créé, en juillet 2005, le magazine Bretons, dont il est depuis le rédacteur en chef.